# Circonscription d'Erer
La circonscription d'Erer est une des 23 circonscriptions législatives de l'État fédéré Somali, elle se situe dans la Zone Shinile. Son représentant actuel est Hassen Abdi Jemal.